# Susceptibilitat elèctrica
En electromagnetisme, la susceptibilitat elèctrica χe és una mesura de la facilitat de polarització d'un material en resposta a un camp elèctric. La polarització és un fenomen que només es produeix per la intermediació d'un medi material, sovint un material dielèctric. Això determina la permitivitat elèctrica del material i d'altres fenòmens com ara la capacitància.
Es defineix com una constant de proporcionalitat (que pot ser un tensor) relacionant un camp elèctric E amb la densitat de polarització induïda P al dielèctric:
{\displaystyle {\mathbf {P} }=\varepsilon _{0}\chi _{e}{\mathbf {E} },}
on {\displaystyle \,\varepsilon _{0}} és la permitivitat del buit, i on la susceptibilitat elèctrica χ és un nombre complex sense dimensions. Aquest cas seria lineal atès que es tracta d'una relació de proporcionalitat i permet d'interpretar el fenomen de la refracció, la susceptibilitat està relacionada amb l'índex de refracció n per mitjà de les equacions de Maxwell segons
{\displaystyle n={\sqrt {1+Re(\chi )}}},
on {\displaystyle Re(\chi )\,} és la part real de la susceptibilitat elèctrica.
La susceptibilitat d'un medi està relacionada amb la seva permitivitat relativa {\displaystyle \,\varepsilon _{r}} segons
{\displaystyle \chi _{e}\ =\varepsilon _{r}-1.}
Així, en el cas del buit,
{\displaystyle \chi _{e}\ =0.}
El desplaçament elèctric D està relacionat amb la densitat de polarització P segons
{\displaystyle \mathbf {D} \ =\ \varepsilon _{0}\mathbf {E} +\mathbf {P} \ =\ \varepsilon _{0}(1+\chi _{e})\mathbf {E} \ =\ \varepsilon _{r}\varepsilon _{0}\mathbf {E} .}

## Dispersió i causalitat
En general, un material no es polaritza de manera instantània en resposta a un camp elèctric sinó que en necessita un cert temps, la formulació més general com a funció del temps és
{\displaystyle \mathbf {P} (t)=\varepsilon _{0}\int _{-\infty }^{t}\chi _{e}(t-t')\mathbf {E} (t')\,dt'.}
Això significa que la polarització és una convolució del camp elèctric inicial, la polarització pot modificar el camp elèctric inicial, amb una susceptibilitat dependent del temps que vindrà donada per {\displaystyle \chi _{e}(\Delta t)}. El límit superior d'aquesta integral es pot estendre cap a l'infinit en tant que definim {\displaystyle \chi _{e}(\Delta t)=0} per a {\displaystyle \Delta t<0}. Una resposta instantània correspondria a la funció delta de Dirac de la susceptibilitat {\displaystyle \chi _{e}(\Delta t)=\delta (\Delta t)}.
A un sistema lineal és més convenient prendre la transformada de Fourier i escriure la relació en funció de la freqüència. Gràcies al teorema de convolució, la integral desapareix i s'obté
{\displaystyle \mathbf {P} (\omega )=\varepsilon _{0}\chi _{e}(\omega )\mathbf {E} (\omega ).}
Aquesta dependència de la freqüència de la susceptibilitat porta a la dependència de la freqüència de la permitivitat, que es coneix com a dispersió del material.
D'altra banda, el fet que la polarització pot dependre només del camp elèctric inicial, (per exemple {\displaystyle \chi _{e}(\Delta t)=0} per a {\displaystyle \Delta t<0}), a conseqüència del principi de causalitat s'imposa la restricció de les relacions de Kramers-Kronig sobre la susceptibilitat {\displaystyle \chi _{e}(0)}.